# The Last of Us Part II
The Last of Us Part II es un videojuego de terror de acción y aventura de disparos en tercera persona de 2020 desarrollado por Naughty Dog y publicado por Sony Interactive Entertainment. Ambientado cuatro años después de The Last of Us (2013), el juego se centra en dos personajes jugables en un Estados Unidos post-apocalíptico cuyas vidas se entrelazan: Ellie, que parte en venganza por un asesinato, y Abby, una soldado que se ve involucrada en un conflicto entre su milicia y un culto religioso. El juego utiliza una perspectiva en tercera persona; el jugador debe luchar contra enemigos humanos y criaturas parecidas a zombis con armas de fuego, armas improvisadas y sigilo.
El desarrollo de The Last of Us Part II comenzó en 2014, poco después del lanzamiento de The Last of Us Remastered. Neil Druckmann regresó como director creativo, coescribiendo la historia con Halley Gross. Los temas de venganza y retribución del juego se inspiraron en las experiencias de Druckmann al crecer en Israel. Ashley Johnson repite su papel de Ellie, mientras que Laura Bailey fue elegida como Abby. Sus actuaciones incluyeron la grabación simultánea de movimiento y voz. Los desarrolladores impulsaron las capacidades técnicas de PlayStation 4 durante el desarrollo. Gustavo Santaolalla volvió a componer e interpretar la partitura. Según se informó, el desarrollo incluyó un cronograma de trabajo de 12 horas.
Tras algunos retrasos, en parte debido a la pandemia de COVID-19, The Last of Us Part II se lanzó el 19 de junio de 2020. Fue elogiado por sus actuaciones, personajes, fidelidad visual y jugabilidad, aunque la narrativa y la representación de un personaje transgénero polarizó a críticos y jugadores, además de que se filtraron ciertos acontecimientos del juego semanas antes de su lanzamiento, los cuales no fueron muy aclamados por los fanes. Las críticas especializadas en videojuegos, recopiladas por el sitio web agregador de reseñas Metacritic, señalaron una «aclamación universal»; sin embargo, por parte de la audiencia, el título fue objeto de un bombardeo de reseñas, alcanzando en su punto más bajo una calificación de reseñas «generalmente desfavorables». Se criticó la historia del juego y la falta de desarrollo de sus personajes, entre otros aspectos; aunque también fue elogiado por otros jugadores. The Last of Us Part II es uno de los juegos más vendidos de PlayStation 4 y el juego exclusivo de PlayStation 4 más vendido, con más de cuatro millones de unidades en su fin de semana de lanzamiento. Ostentó el récord de la mayor cantidad de nominaciones a mejor juego del año, antes de ser superado por Elden Ring (2022), y recibió muchos otros premios y reconocimientos por parte de publicaciones sobre videojuegos.

## Reparto
- Ashley Johnson como Ellie.
- Troy Baker como Joel Miller.
- Jeffrey Pierce como Tommy Miller.
- Shannon Woodward como Dina.
- Cascina Caradonna como el modelo de Dina.
- Stephen Chang como Jesse.
- Laura Bailey como Abigail «Abby» Anderson.
- Victoria Grace como Yara.
- Ian Alexander como Lev.
- Patrick Fugit como Owen Moore.
- Ashly Burch como Mel.
- Alejandro Edda como Manny.
- Chelsea Tavares como Nora.
- Jeffrey Wright como Isaac.
- Robert Clotworthy como Seth.
- Chase Austin como Jordan.
- Derek Phillips como Jerry.
- Ashley Scott como Maria.
- Emily Swallow como Emily.
- Merle Dandridge como Marlene.
- Reuben Langdon como Mike.
- Maggie MacDonald como Whitney.

## Argumento

### Sinopsis
La historia transcurre cinco años después de los eventos del primer juego. En esta segunda entrega el jugador toma el control de Ellie como la protagonista, la cual emprende un largo viaje para lograr su venganza por el asesinato de Joel.
Por otra parte, también se asume el control de Abby, la deuteragonista del juego, que busca vengar la muerte de su padre, quien resulta ser el cirujano que pretendía operar a Ellie y que fue eliminado por Joel al rescatarla.

### Parte de Ellie
En las afueras de Jackson, Wyoming, Joel relata a su hermano Tommy los eventos de Salt Lake City, el escape de St. Mary's Hospital y la mentira que le dijo a Ellie para protegerla de la verdad. Joel y Ellie ahora se han asentado en el pueblo que dirige Tommy y su mujer María; Joel visita a Ellie y le regala una guitarra, cumpliendo su promesa de enseñarle a tocar dicho instrumento.
El juego se traslada cuatro años después de esta secuencia, dónde ahora Joel y Ellie viven en Jackson, que se ha convertido en un pueblo próspero. Ambos se dedican a patrullar las áreas circundantes del pueblo y reportar cualquier amenaza de infectados o humanos que aparezca. Ellie tiene dos amigos, Jesse y Dina, esta última besó a Ellie la noche anterior en una fiesta, lo que provocó una confrontación entre Ellie y Joel. A la mañana siguiente, Ellie y Dina salen a patrullar juntas, mientras que Joel y Tommy se encuentran patrullando otra área. No obstante, una intensa tormenta de nieve obliga a Ellie y Dina a resguardarse en un refugio que encuentran en su camino.
Mientras tanto, en las afueras de Jackson, un grupo de personas desconocidas se reúnen en una cabaña cercana. Entre ellos, se encuentra una joven corpulenta llamada Abby Anderson, quien, junto a sus amigos, ha estado buscando a Joel. Esa misma tarde, decide explorar la zona con otro integrante del grupo llamado Owen para planear cómo llegar a Jackson. Sin embargo, Owen comienza a dudar si seguir con el plan, ya que su novia está embarazada y no quiere poner en peligro al grupo. Ambos tienen una discusión, se separan y Abby decide continuar explorando en busca de una forma de llegar a Jackson. En su camino, se enfrenta a una ventisca y la situación se complica gradualmente, ya que se encuentra con hordas de infectados que la ponen en apuros, sin embargo, Joel la encuentra y la rescata.
Por otro lado, Jesse llega al refugio donde se encuentran Dina y Ellie, y les informa de que Joel y Tommy están desaparecidos. Inmediatamente, los tres deciden separarse para buscar a los hermanos Miller. Al mismo tiempo, Joel, Tommy y Abby se unen para enfrentar a los infectados y se dirigen a la cabaña donde el grupo de Abby se encuentra refugiado. Una vez en la cabaña, Tommy y Joel se presentan, creando un breve momento de tensión. Sin embargo, Abby toma una escopeta y le dispara a Joel en la pierna, mientras los amigos de Abby inmovilizan a Tommy y lo dejan inconsciente. Abby cuestiona a Joel, quien no la reconoce, y le aplican un torniquete en la pierna para evitar que se desangre, luego, Abby toma un bate de golf y empieza a golpear a Joel en la cabeza.
Ellie encuentra la cabaña donde Abby y su grupo se encuentran, y allí es brutalmente sometida. Con impotencia, Ellie presencia cómo Abby tortura a Joel hasta que finalmente lo remata con un golpe en la cabeza, causando su muerte. Abby y su grupo huyen de la escena, dejando a Ellie inconsciente pero con vida junto a Tommy. Poco después son encontrados por Dina y Jesse y los llevan de regreso a Jackson. Esa misma noche, Tommy visita a Ellie, quien está furiosa por la muerte de Joel y jura vengarse de los asesinos. La única pista que tienen de estos asesinos es que llevaban parches con las siglas en inglés WLF (Liberación de frente de Washington), una organización paramilitar conocida como los "Lobos" procedente de Seattle.
Tommy advierte a Ellie que no pueden ir en busca de los enemigos con refuerzos porque dejarían desprotegida a Jackson. Promete hablar primero con su esposa, María, para ver qué se puede hacer. Sin embargo, esto resulta ser una distracción, ya que Tommy decide ir solo en busca de venganza. Cuando Ellie se entera, ya han pasado varias horas. Preocupada por su esposo, María permite que Ellie salga de Jackson, siempre y cuando Dina la acompañe en la supuesta misión de encontrar a Tommy y traerlo de vuelta.
Ellie y Dina parten hacia Seattle en busca de indicios sobre el paradero de Tommy. Tras investigar la zona, descubren el cuerpo sin vida de uno de los hombres que acompañó a Abby el día en que Joel fue asesinado. Ellie nota que Tommy lo sometió a tortura y lo obligó a dejar una pista escrita con su propia sangre en el suelo. Mientras continúan su viaje, caen en una trampa establecida por la WLF. Dina logra escapar, pero Ellie es capturada por el grupo y atada a una silla por Jordan, uno de los aliados de Abby que estuvo presente en el asesinato de Joel. En ese momento, Dina aparece y distrae a Jordan, lo que permite a Ellie eliminarlo. Entre sus pertenencias, descubren una fotografía de Leah, la novia de Jordan, quien también estuvo presente en la cabaña durante el homicidio de Joel. 
Ellie y Dina se dirigen a una estación de televisión donde Leah supuestamente se escondía, pero solo encuentran su cadáver. A pesar de ello, descubren una serie de fotografías que muestran a todos los involucrados en la tortura y muerte de Joel quienes son Abby, Owen, Mel, Nora y Manny. Ellie y Dina atraviesan la ciudad a través del metro, hasta que se ven sorprendidas por infectados. En un determinado momento, a Ellie se le rompe su máscara de gas, revelándole a Dina que es inmune al hongo cordyceps. Ambas se refugian en un teatro abandonado, revelando Dina a su vez que está embarazada.
Ahora sin Dina, Ellie acude en busca de Nora, una médica que se encuentra en un hospital controlado por los Lobos. Ellie continúa su camino, hasta que Jesse hace su aparición, afirmando que las había seguido para ayudarlas. Ambos regresan al teatro, donde Ellie insiste en proseguir la búsqueda de Nora. Finalmente consigue llegar al hospital, donde se topa con Nora, quien se niega a revelar la ubicación de Abby. Ellie la persigue mientras los lobos tratan de atraparla, hasta que ambas caen al sótano, donde Nora queda infectada por las esporas. Ellie la tortura y acaba con ella con el objetivo de que le revele la ubicación de Abby.
Ellie descubre por confesión de Nora que Abby se oculta en el acuario de Seattle, en las afueras de la ciudad. Ellie logra llegar a duras penas, pero no halla a Abby en su interior, y en su lugar se topa con Owen y Mel. Ellie afirma que si le revelan el paradero de Abby, les permitirá vivir; Owen no le cree, pero Mel decide revelarle su ubicación en el mapa, momento que Owen aprovecha para intentar arrebatarle la pistola a Ellie, pero termina siendo disparado por esta. Mel la ataca y Ellie consigue apuñalarla en el cuello. Antes de morir, Ellie descubre que Mel estaba embarazada. Una conmocionada Ellie es encontrada por Tommy y Jesse, quienes la llevan de vuelta al teatro.
De vuelta al teatro, Ellie acepta cesar la persecución de Abby y retornar a Jackson. En ese momento, Abby asalta al teatro, disparando a Jesse en la cabeza y sometiendo a Tommy. Ellie se rinde y pide que le perdone la vida a Tommy. Abby le reprocha a Ellie que le perdonó la vida y acto seguido Abby está a punto de dispararle a Ellie, pero la escena es interrumpida, poniéndose la pantalla en negro.

### Parte de Abby
El juego se centra ahora en Abby, revelando su pasado, resultando ser la hija del Dr. Jerry Anderson, un Luciérnaga asentado en Salt Lake City y quien era el encargado de operar a Ellie para con ello poder realizar una vacuna contra el hongo. Una joven Abby descubre el cadáver de su padre después de que Joel asaltase el hospital con el objetivo de salvar la vida de Ellie.
El juego se centra de nuevo en los días en los cuales Ellie llegó a Seattle. Abby se encuentra en la base de los Lobos, preparándose para unirse a Manny y a Mel para ir de patrulla. Se descubre que los Lobos mantienen un encarnizado enfrentamiento con los serafitas o «scars», una secta religiosa asentada en una isla cercana a Seattle. De vuelta a la base, Nora le dice a Abby que Owen ha disparado a su compañero de patrulla y ha desaparecido. Abby acude a hablar con Isaac, el líder de los Lobos, quien sabe lo ocurrido con Owen pero le prohíbe ir en su búsqueda, pues planea lanzar una ofensiva contra la isla de los serafitas y la necesita. A través de una secuencia retrospectiva, el juego revela que Abby y Owen mantuvieron una relación en el pasado, cuando ambos formaban parte de los Luciérnagas.
Abby decide acudir al acuario, el lugar donde cree que se oculta Owen, para así descubrir la verdad de lo sucedido. Durante el camino, Abby es asaltada por serafitas, quienes la noquean y planean ahorcarla, hasta que es rescatada por dos jóvenes serafitas renegados llamados Lev y Yara. Abby les ayuda a llegar a un lugar seguro y decide proseguir su viaje hacia el acuario. Allí localiza a Owen en su velero, el cual le confiesa estar hastiado de la vida que lleva; tras una breve discusión, ambos terminan acostándose esa noche.
A la mañana siguiente, Abby decide acudir en busca de Lev y de Yara, la cual se encuentra gravemente herida. De regreso al acuario, le pide a Mel que la cure, pero esta afirma que necesita suministros médicos que solo pueden hallarse en el hospital de los Lobos. Abby y Lev acuden en busca de los suministros para curar a su hermana. Sin embargo, ya en el hospital, Abby es arrestada por orden de Isaac por desobedecerle. Abby es esposada, siendo liberada por Nora, quien la guía hasta la ubicación del hospital, donde puede encontrar los suministros, el cual es la zona cero de contagio del hongo cordyceps. Finalmente Abby halla los suministros y regresa con Lev al acuario, donde Mel consigue curar a Yara. Después, esta revela que ella y su hermano se marcharán con Owen rumbo a Santa Bárbara, donde este cree que los Luciérnagas sobrevivientes se han asentado. Sin embargo, Lev huye en una lancha pues no desea irse sin su madre, una serafita devota.
Abby y Yara se encaminan al puerto con la intención de encontrar un bote que les permita llegar hasta Lev en la isla de los Serafitas. Una vez en el puerto, Abby se cruza con Manny, quien se cubre de los disparos de un francotirador que resulta ser Tommy. Abby y Manny logran acercarse a Tommy pero este los toma por sorpesa y mata a Manny de un disparo en la cabeza. Abby, conmocionada por lo ocurrido, se refugia, pero pronto se ve sorprendida por un Tommy decidido a matarla. En ese momento, Yara, que se había mantenido oculta para no ponerse en peligro, emerge y ayuda a Abby a arrojar a Tommy al mar. Tras ello, Abby y Yara huyen hacia la isla.
Al llegar a la isla, se dan cuenta de que llegaron en el momento justo en el cual los Lobos inician con su ofensiva contra los serafitas, liderados por Isaac. Abby se ve obligada a traicionar a los Lobos para salvar a Lev después de que su hermana Yara se sacrificase para que pudieran escapar, matando a Isaac en el proceso. Durante la confrontación entre Lobos y serafitas, Abby y Lev logran huir y regresar al acuario. Allí, Abby localiza los cadáveres de Owen y Mel después de que Ellie acudiese, pero esta también dejó su mapa allí, conduciendo a Abby hasta su escondite.
Abby llega hasta el teatro donde se ocultan Ellie, Tommy, Dina y Jesse, desatando los sucesos que se observaron en la parte de Ellie. Tras acabar con Jesse, recrimina a Ellie sus acciones, la cual se entrega pidiendo que perdone la vida a Tommy. Sin embargo, Abby le dispara e inicia su persecución de Ellie. Ambas se enfrentan en las bambalinas del teatro, con una Abby que es capaz de dominar a Ellie y reducirla; al disponerse a acabar con ella, es atacada por la espalda por Dina, sin éxito. Ellie le revela que está embarazada, lo cual no hace sino incentivar a Abby a acabar con ella, hasta que Lev le suplica que no lo haga. Abby se marcha conminando a Ellie a no volver a encontrarse.

### Santa Bárbara
Ellie y Dina se marchan a residir a una granja cerca de Jackson. Se muestra que Dina ha dado a luz a un niño que recibe el nombre de J.J. Ambas parecen llevar una vida tranquila, si bien se revela que Ellie padece estrés postraumático debido a lo sucedido y que no ha podido olvidar a Joel.
Cierto día recibe la visita de Tommy, quien parece haber localizado a Abby cerca de Santa Bárbara, en California. Tommy le pide que le ayude a acabar con Abby, pero Ellie rehúsa colaborar con él. Al día siguiente, asumiendo que es incapaz de seguir adelante con su vida, decide acudir en busca de Abby pese a las súplicas de Dina de que se quede. Por su parte, Abby y Lev llegan hasta Santa Bárbara, descubriendo que los Luciérnagas se han reagrupado en la Isla Catalina. Sin embargo, resultan capturados por las «Víboras», una milicia de esclavistas asentados en Santa Bárbara.
Ellie llega hasta Santa Bárbara rastreando el paradero de Abby. Cae en una trampa tendida por las Víboras, hasta que se las ingenia para zafarse y dejar herido a uno de ellos, el cual le revela la ubicación de Abby. Ellie llega hasta la base de las Víboras y localiza a Abby, la cual ha sido dejada a su suerte para que muera de inanición en la playa. Ellie la libera y llegan hasta una barca, pero amenaza con matar a Lev si no lucha contra ella. Ambas pelean, pero Ellie consigue dominarla e intenta ahogarla, cambiando de opinión en el último momento, dejando marchar a Abby y a Lev.

### Epílogo
Ellie regresa a la granja, pero la encuentra vacía, pues Dina se ha marchado. Entre sus pertenencias encuentra la guitarra que le regaló Joel y rememora su última conversación con él tras la pelea en el baile. De vuelta al presente, Ellie deja la guitarra en la granja, debido a que al perder dos dedos de la mano izquierda en la pelea con Abby ya no puede tocarla, y abandona el lugar con destino desconocido.

Joel: Si Dios decidiera darme una segunda oportunidad... te aseguro que lo haría de nuevo.
Ellie: No creo que pueda perdonarte nunca. Pero querría intentarlo.
Última conversación de Joel y Ellie

## Producción
El desarrollo de The Last of Us Part II comenzó en 2014, poco después del lanzamiento de The Last of Us Remastered. Troy Baker y Ashley Johnson repitieron sus papeles como Joel y Ellie, respectivamente. La historia fue escrita por Neil Druckmann y Halley Gross. Druckmann también fue el director creativo, repitiendo el rol que tuvo en The Last of Us. Bruce Straley, director del juego original, dejó Naughty Dog en 2017, por lo que no participó en esta entrega; en su lugar, Anthony Newman y Kurt Margenau fueron seleccionados para ser directores del juego. Newman fue previamente el diseñador de combate para The Last of Us, y Margenau había sido director del juego Uncharted: The Lost Legacy. El compositor argentino Gustavo Santaolalla regresó para componer y realizar la banda sonora del videojuego. Los planes para un multijugador se postergaron indefinidamente, dando tiempo para que los desarrolladores pudieran mejorar la escala del juego. Naughty Dog declaró que The Last of Us Part II era el juego más largo y ambicioso de su historia.
The Last of Us Part II fue anunciado en el evento PlayStation Experience en diciembre de 2016. El primer avance reveló el regreso de Ellie y Joel, cuya historia toma lugar cinco años después del primer juego. Mientras que el primer juego se centra en el amor, Druckmann declaró que esta segunda parte se centra en el odio. La captura de movimiento comenzó en 2017.
El segundo tráiler fue lanzado en octubre de 2017, como parte del Paris Games Week, y reveló cuatro nuevos personajes: Yara (Victoria Grace), Lev (Ian Alexander), Emily (Emily Swallow) y un personaje sin nombre interpretado por Laura Bailey (quien luego se sabría que era «Abby»). Druckmann declaró que los personajes «son parte integral del próximo viaje de [Ellie y Joel]». El juego se presentó en el evento E3 2018 de Sony. Se presentó otro avance en el State of Play, una presentación sobre los próximos juegos de PlayStation, en septiembre de 2019. Se reveló que la fecha de lanzamiento sería el 21 de febrero de 2020. El 27 de abril de 2020, tras filtrarse el juego, Neil Druckmann anunció que el juego se retrasaría hasta el 29 de mayo de 2020. Posteriormente, debido a la pandemia de COVID-19 de 2020, su lanzamiento fue retrasado hasta el 19 de junio de ese año.

## Lanzamiento
El juego fue lanzado exclusivamente para la consola PlayStation 4 el 19 de junio de 2020 en cinco ediciones (tanto digitales como físicas): estándar, especial, deluxe, de colección y la edición de Ellie. Las diferentes ediciones incluían varios elementos y accesorios de colección, así como elementos y habilidades desbloqueables en el juego, al igual que una bonificación por reservar el juego; además, se dieron accesorios al comprar una edición superior a la estándar, al igual que con la edición estándar también se entregó un accesorio.
El 17 de noviembre de 2023, se anunció la versión Remasterizada de The Last of Us Part II, siendo exclusivamente para la consola PlayStation 5, esta remasterización incluye diversas mejoras del pasado juego base de PlayStation 4, entre las mejoras exclusivas de la versión Remasterizada son: Resolución gráfica a 4K, integración del DualSense, mejores tiempos de carga, nuevos niveles, trajes para personajes, nuevos escenarios y modo de juego Sin Retorno Roguelike mode.

## Recepción
Si bien el segundo tráiler fue mayormente bien recibido, generó algunas críticas por su violencia. El presidente de Sony Interactive Entertainment Europe, Jim Ryan, defendió el tráiler, diciendo que el juego estaba «hecho por adultos para ser jugado por adultos». Neil Druckmann explicó: «Estamos haciendo un juego sobre el ciclo de violencia y estamos haciendo una declaración sobre acciones violentas y el impacto que tienen. La idea era que el jugador se sintiera rechazado por parte de la violencia que estaba cometiendo».
El día 12 de junio de 2020, una semana antes del lanzamiento del juego, se publicaron las reseñas de la prensa especializada, mayoritariamente positivas.
- IGN (10/10): «The Last of Us Part II es una obra maestra que evoluciona el videojuego, la narración cinematográfica y el rico diseño mundial del original en casi todos los sentidos».[17]
- GamesRadar+ (10/10): «El "canto de cisne" de Naughty Dog es una epopeya asombrosa, absurdamente ambiciosa que va mucho más allá de lo que podríamos haber imaginado para ser la secuela de un clásico de todos los tiempos».[17]
- EGM (10/10): «Ya sea que consideres o no a The Last of Us Part II como una continuación valiosa de la historia de Joel y Ellie, no hay duda de que Naughty Dog ha creado una secuela que es tan ambiciosa y bien considerada como el original; posiblemente el mejor juego de acción realizado hasta la fecha».[17]
- GamesBeatv (10/10): «Dije que el juego original es lo mejor de lo que pueden ser los videojuegos en PlayStation 3. Este juego, disponible en PlayStation 4 el 19 de junio, también representa lo mejor de lo que pueden ser los videojuegos».[17]
- Eurogamer: «¿Puede un juego de acción ingenioso y corriente realmente contar con la violencia que lo impulsa? La respuesta es sí, es desordenada pero muy poderosa».
- Polygon: «The Last of Us Part II presenta a personajes individuales como despiadados, capaces, pero absortos en sí mismos, y cuya percepción de la violencia se limita a cómo les afecta a ellos y a los miembros de su familia elegidos. La parte dos termina sintiéndose innecesariamente sombría, en un momento en que una cosmovisión nihilista quizás nunca haya sido menos atractiva».

En US Gamer y VideoGamer.com lo calificaron con un 90/100.GameSpot le dio un 8/10. En Metacritic obtuvo una calificación de 94/100, siendo denominado por la prensa especializada como «el juego con mejores críticas de todo 2020». Por parte del público general, recibió mayormente críticas mixtas y negativas, generalmente enfocadas a la historia y a la narrativa de este, obteniendo una puntuación de 5.6/10 en este sitio web. De igual manera, en Google los usuarios le otorgaron una puntuación favorable de solo 61%, alejándose radicalmente de los puntajes que consagraron a la primera entrega como una obra maestra de manera unánime en su momento de estreno.

## Premios
En 2017, The Last of Us Part II fue nombrado el juego más esperado del año por PlayStation Blog, como el juego más buscado en los Golden Joystick Awards, y el juego más esperado en The Game Awards. En 2018, recibió el premio al juego más anticipado en los Gamers Choice Awards y fue nominado para el juego más deseado en los Golden Joystick Awards, además de recibir menciones especiales en gráficos y sonido en los Game Critics Awards en julio de ese mismo año. En la edición de The Game Awards 2020 obtuvo los siguientes premios:
- Juego del año
- Mejor diseño de audio
- Mejor narrativa
- Mejor juego de acción/aventura
- Mejor dirección (para Neil Druckmann)
- Innovación en accesibilidad
- Mejor interpretación (para Laura Bailey como Abby)